# Ceylonthelphusa nata
Ceylonthelphusa nata là một loài giáp xác trong họ Parathelphusidae.